# Eugène Benoist
Louis-Eugène Benoist, född den 28 november 1831 i Nangis, död den 23 maj 1887 i Paris, var en fransk filolog. 
Benoist studerade i Paris och innehade därefter lärartjänster vid lyceet i Marseille samt vid högskolorna i Nancy och Aix, tills han 1874 blev Patins efterträdare som professor i latinsk poesi vid universitetet i Paris. 
Hans huvudverk är en utgåva av Vergilius (3 band, 1867-72; 4:e upplagan 1880); dessutom utgav han komedier av Plautus (Cistellaria, 1863, Rudens, 1864) och Terentius (Andria, 1865). 
Hans stora edition av Catullus (1878, 2 band) blev aldrig fullbordad. Slutligen producerade han en Nouveau dictionnaire français-latin (1885) och åtskilliga skolutgåvor av klassiker. 
Benoist besatt inte blott en smakfull framställningsförmåga och ett sunt omdöme, men tillika solid filologisk bildning och grundlig kännedom om sin tids tyska filologi, och han hade därigenom betydelse för utvecklingen av den klassiska filologin i Frankrike.